# Equitazione ai Giochi della II Olimpiade
I concorsi di equitazione ai Giochi della II Olimpiade si svolsero dal 29 maggio al 2 giugno 1900. Al tempo solo tre delle cinque gare disputate furono considerate "olimpiche" dal Comitato Olimpico Internazionale. Successivamente, sotto raccomandazione dello storico olimpico Bill Mallon, il CIO ha rivisto le proprie posizioni e, tra le altre, ha stabilito di considerare nel computo delle medaglie anche le restanti due gare di equitazione.
Dato che un fantino avrebbe potuto gareggiare più volte nella stessa gara con cavalli diversi, non è stato possibile determinare il numero esatto di concorrenti, ma è stato stimato che potessero essere tra i 37 ed i 64, provenienti da otto paesi. Tra questi figuravano anche due donne: l'italiana Elvira Guerra nello Chevaux de Selle e la francese "Moulin", il cui nome non è stato confermato.

## Podi
| Evento                                | Oro                                                        | Prestazione                        | Argento                               | Prestazione                    | Bronzo                                     | Prestazione                      |
| Salto ostacoli individuale (dettagli) | Aimé Haegeman (Benton II)                                  | 2'16"0                             | Georges van der Poele (Winsor Squire) | 2'17"6                         | Louis de Champsavin (Terpsichore)          | 2'26"0                           |
| Salto in alto (dettagli)              | Dominique Gardères (Canéla) Gian Giorgio Trissino (Oreste) | 1,85 m                             | Nessuno                               |                                | Georges van der Poele (Ludlow)             | 1,70 m                           |
| Salto in lungo (dettagli)             | Constant van Langhendonck (Extra-Dry)                      | 6,10 m                             | Gian Giorgio Trissino (Oreste)        | 5,70 m                         | Camille de La Forgue de Bellegarde (Tolla) | 5,30 m                           |
| Chevaux de Selle (dettagli)           | Louis Napoléon Murat (The General)                         | Louis Napoléon Murat (The General) | Victor Archenoul (Retournelle)        | Victor Archenoul (Retournelle) | Robert de Montesquiou (Grey Leg)           | Robert de Montesquiou (Grey Leg) |
| Attacco a quattro cavalli (dettagli)  | Georges Nagelmackers                                       | Georges Nagelmackers               | Léon Thome                            | Léon Thome                     | Jean de Neuflize                           | Jean de Neuflize                 |

## Medagliere
| Posizione | Paese   | Oro | Argento | Bronzo | Totale |
| --------- | ------- | --- | ------- | ------ | ------ |
| 1         | Belgio  | 3   | 1       | 1      | 5      |
| 2         | Francia | 2   | 2       | 4      | 8      |
| 3         | Italia  | 1   | 1       | 0      | 2      |
| Totale    | Totale  | 6   | 4       | 5      | 15     |